# Ach, ta láska nebeská
Ach, ta láska nebeská s podtitulem Písničky ze Semaforu 2 je kompilační album hitů tzv. zlaté éry divadla Semafor. Deska výběrem písní přímo navazuje na o dva roky starší LP Včera neděle byla. Společnost Supraphon ji vydala pod katalogovým číslem 11 1676.

## Sestava alba
Obě LP "Písničky ze Semaforu" společně s třetí kompilační deskou "Vyvěste fangle" (vydanou na CD v roce 1990) připravilo nové vedení Supraphonu v reakci na to, že byl Jiří Suchý z politických důvodů v době normalizace u vydavatelství záměrně přehlížen (a přešel ke konkurenční společnosti Panton). Mapovalo pouze písničky nejslavnějšího období Semaforu, tedy převážně z autorské díly Jiří Suchý – Jiří Šlitr. Vedle autorů zpívali hity na tomto LP Waldemar Matuška, Eva Pilarová, Hana Hegerová a Pavlína Filipovská, písně pocházely ze slavných divadelních představení, převážně z pásem Zuzana je zase sama doma (1961) a Šest žen (1962). Autorem sestavy byl pravděpodobně člen divadla Jiří Datel Novotný.

## Vydání a přijetí alba
LP Ach, ta láska nebeská vyšlo v červnu roku 1990 jak na vinylové LP desce, tak souběžně také na CD. Z interpretů byly na obale pouze snímky Jiřího Suchého (a v koláži též podobizna Jiřího Šlitra), a to z pozdějšího období než deska mapovala (snímky pocházely ze hry "Sladký život blázna Vincka", 1975). Jejich autor, Milan Wágner, byl zároveň výtvarníkem obalu desky. Doprovodný text k desce napsal Jiří Suchý, mimo jiné zde píše: "Možná, že tato ozvěna našich starých písniček splní i v dnešní době poslání, které plnily v čase svého vzniku a vnese trochu radosti do našeho stále komplikovaného života." Recenzi alba publikoval Pavel Klusák v hudebním časopise Rock & Pop: "Tahle várka není nejsilnější sestavou písní S+Š, ale mírné rozpaky překrývá radost z faktu, že Supraphon to s důkladnými ‘vybranými spisy-zpěvy’ myslí asi opravdu vážně. (...) Druhý díl Písniček ze Semaforu mimo jiné napovídá, že na konci archivního seriálu by nebylo špatné uvažovat o desce rarit či druhých verzí..." Jan Bartoš v Moravskoslezském večerníku napsal: "Nejsem si jist, zda ještě osloví mladší generace, pamětníky určitě."

## Seznam skladeb
| Strana 1 | Strana 1                                 | Strana 1                             | Strana 1                       | Strana 1 |
| Pořadí   | Název                                    | Autor                                | Zpěv                           | Délka    |
| -------- | ---------------------------------------- | ------------------------------------ | ------------------------------ | -------- |
| 1.       | Ach, ta láska nebeská                    | Jiří Šlitr, Jiří Suchý               | Waldemar Matuška, Eva Pilarová | 4:35     |
| 2.       | Černá Jessie                             | Jiří Šlitr, Pavel Kopta              | Hana Hegerová                  | 4:06     |
| 3.       | Jaro (A Sweet Old Fashioned Girl)        | Bob Merrill, Jiří Suchý              | Hana Hegerová                  | 3:05     |
| 4.       | Vím už, co to znamená (Teach Me Tonight) | Sammy Cahn, Gene de Paul, Jiří Suchý | Eva Pilarová                   | 2:40     |
| 5.       | Mister Rock a Mister Roll                | Jiří Šlitr, Jiří Suchý               | Waldemar Matuška               | 2:25     |
| 6.       | Písnička pro Zuzanu                      | Jiří Šlitr, Jiří Suchý               | Waldemar Matuška               | 3:32     |
| 7.       | Árie měsíce                              | Jiří Šlitr, Jiří Suchý               | Waldemar Matuška               | 3:30     |
| 8.       | Betty                                    | Jiří Šlitr, Jiří Suchý               | Jiří Suchý, Pavlína Filipovská | 2:30     |
| 9.       | Kočka na okně                            | Jiří Šlitr, Jiří Suchý               | Waldemar Matuška               | 1:55     |

| Strana 2 | Strana 2                                     | Strana 2                                   | Strana 2                       | Strana 2 |
| Pořadí   | Název                                        | Autor                                      | Zpěv                           | Délka    |
| -------- | -------------------------------------------- | ------------------------------------------ | ------------------------------ | -------- |
| 10.      | Malé kotě                                    | Jiří Šlitr, Jiří Suchý                     | Jiří Suchý                     | 2:27     |
| 11.      | Malý blbý psíček                             | Jiří Šlitr, Jiří Suchý                     | Jiří Suchý                     | 3:13     |
| 12.      | Blues o stabilitě                            | Jiří Šlitr, Jiří Suchý                     | Jiří Suchý                     | 2:50     |
| 13.      | Pozvání (Who Wants To Be A Millionaire)      | Cole Porter, Jiří Suchý                    | Jiří Suchý, Pavlína Filipovská | 2:00     |
| 14.      | Proč se lidi nemaj rádi                      | Jiří Šlitr, Jiří Suchý                     | Pavlína Filipovská             | 2:46     |
| 15.      | Tu krásnu nelze popsat slovy                 | Jiří Šlitr, Jiří Suchý                     | Jiří Suchý, Jiří Šlitr         | 3:00     |
| 16.      | Buď mi věrná, moje milá                      | Jiří Šlitr, Jiří Suchý                     | Jiří Suchý, Jiří Šlitr         | 2:20     |
| 17.      | Už dávno nejsem dítě (Stars Fell on Alabama) | Frank Perkins, Mitchell Parish, Jiří Suchý | Eva Pilarová, Waldemar Matuška | 4:00     |
| 18.      | Růžová pentle                                | Jiří Šlitr, Jiří Suchý                     | Eva Pilarová                   | 3:08     |
| 19.      | Plná hrst                                    | Jiří Šlitr, Jiří Suchý                     | Jiří Suchý, Pavlína Filipovská | 3:20     |

## Hudební doprovod
- Ferdinand Havlík s orchestrem (1-15, 18, 19)
- Taneční orchestr Československého rozhlasu, řídí Josef Vobruba (16, 17)
- Vokální kvinteto divadla Semafor (1, 4-7, 9)
- Vokální sbor (10)